# Liliána
Liliána est un prénom hongrois féminin.

## Étymologie
Le prénom Liliana vient du latin lilium et signifie fleur de lys.

## Équivalents
Liliane 

## Personnalités portant ce prénom
- Pour l'ensemble des articles sur les personnes portant ce prénom, consulter :
  - la liste des articles dont le titre commence par ce prénom
  - les listes produites par Wikidata : Liste des personnes de prénom « Liliana » — même liste en incluant les éventuels prénoms composés qui contiennent « Liliana ».